# 天廚增一
天龍座55，又名BD+65 1326，HD 179933、SAO 18187、HR 7290，是天龍座的一颗恒星，视星等为6.25，位于銀經96.82，銀緯22.8，其B1900.0坐标为赤經19h 9m 23.3s，赤緯+65° 22.8′ 40″。